# Familiar Roads
Familiar Roads er det andet studiealbum fra den danske poprock-duo Sko/Torp. Det udkom i 1992 på Medley Records.
Albummet solgte 120.000 eksemplarer.

## Spor
Alle sange er skrevet af Sko/Torp.
1. "Closer to Me" – 4:24
2. "You Read My Moods" – 3:38
3. "Familiar Roads" – 4:58
4. "Dolphin Girl" – 4:45
5. "Sorrow City" – 4:45
6. "Glorious Days" – 5:27
7. "Good Folks" – 3:28
8. "I Know a Girl" – 2:48
9. "Can't Get Enough" – 3:23
10. "Give It Up" – 3:42
11. "Same Old Me" – 3:10